# جیرجیرک‌های پیداباله
جیرجیرک‌های پیداباله (نام علمی: Phaneropterinae) نام یک زیرخانواده از تیره جیرجیرک‌های بیشه است.